# Močál u Bystřiny
Močál u Bystřiny je Evropsky významná lokalita vyhlášená v roce 2016. Lokalita je zahrnuta do soustavy Natura 2000. Předmětem ochrany jsou oligo-mezotrofní vody s bentickou vegetací parožnatek.

## Popis oblasti
Lokalita se nachází v okrese Sokolov v Karlovarském kraji přibližně 1 km jihovýchodně od Kostelní Břízy, části města Březové. Menší vodní plocha, v místě zaniklé osady Bystřina byla dříve malý rybníček nazývaný Dorschnerteich. Patřil k zaniklému Dorschnerovu mlýnu, zničeného armádou v období existence vojenského újezdu Prameny. Po opuštění prostoru armádou rybníček zarostl a stala se z něj mokřadní bažinatá plocha.

## Přírodní poměry
Chráněné území leží při pravém břehu říčky Libavy v CHKO Slavkovský les v geomorfologickém celku Slavkovském lese. V nejširším místě má tůň a navazující litorální porosty necelých 80 m s hloubkou maximálně jeden metr. Přilehlá komunikace tvoří hráz zadržující v území vodu. V zavodněném území s částečně volnou vodní hladinou se nachází množství mrtvých stromů, především olší lepkavých (Alnus glutinosa), které uhynuly v důsledku zamokření. Geologickým podložím území jsou biotitické pararuly.

### Flóra a fauna
Součástí území jsou fragmenty olšových luhů, většina stromů je však mrtvých. Na lokalitě se nachází vegetace rdesna obojživelného (Persicaria amphibia) vázaná na vodní plochu poblíž tělesa silnice, vegetace vysokých ostřic s převládající ostřicí zobánkatou (Carex rostrata). Roste zde orobinec širokolistý (Typha latifolia). Ve vodní nádrži byl zaznamenán výskyt poměrně běžného druhu parožnatky druhu Nitella flexilis a vzácného druhu parožnatky Nitella opaca.
Z živočichů doložil předběžný průzkum výskyt šídla sítinového (Aeshna juncea) a v oblasti Slavkovského lesa vzácné vážky žíhané (Sympetrum striolatum). Z obojživelníků byl zjištěn výskyt skokana krátkonohého (Rana lessonae), skokana hnědého (Rana temporaria) a čolka obecného (Lissotriton vulgaris).